# Valea gheizerelor

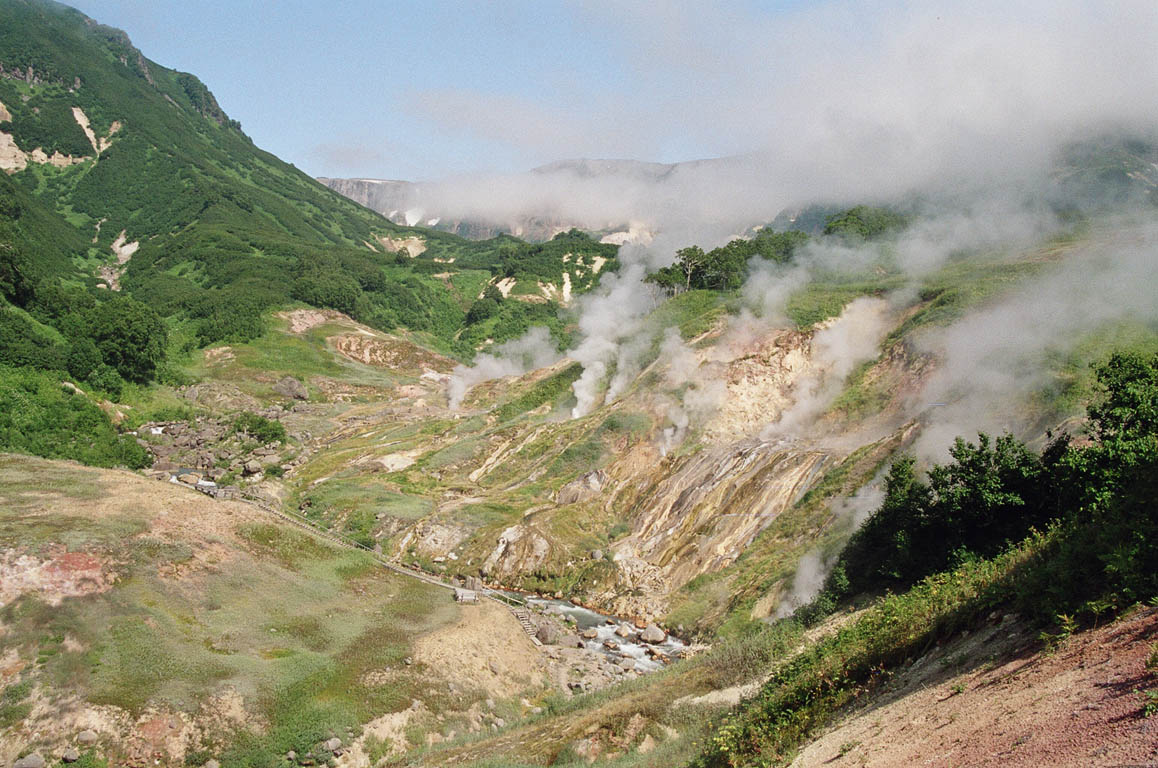
Valea gheizerelor

Valea gheizerelor (în rusă Долина гейзеров) este o regiune cu numeroase gheizere din Peninsula Kamceatka, în extremul orient rus, a doua cea mai mare concentrație de gheizere din lume. Are aproximativ 90 de gheizere și multe izvoare termale. La o adâncime de 500 m temperaturile s-au dovedit de a fi de 250 °C. Este o parte din rezervația naturală Kronotsky, care, la rândul ei, este inclusă în Patrimoniul Mondial Unesco "Vulcanii din Kamceatka". Accesul în vale este dificil, pentru a ajunge în vale este nevoie de elicoptere.

## Istoric
Gheizerele din Kamceatka au fost descoperite în 1941 de către un om de știință local, Tatiana Ustinova. A publicat concluziile sale paisprezece ani mai târziu, dar zona a fost explorată puțin până în anul 1972. Un studiu sistematic a fost realizat la mijlocul anilor 1970, iar în 1990 a fost introdus un sistem automat de monitorizare. Peste treizeci de gheizere au nume, printre acestea este și un gheizer uriaș (Velikan), capabil de a produce un jet de apă ajungând până la 40 de metri înălțime. Din 1980 zona a fost promovată ca unul dintre obiectivele turistice din Kamceatka și Orientul Îndepărtat Rus. Accesul turiștilor străini a fost permis în vale din 1991. Aproximativ 3000 de turiști au vizitat site-ul anual.

## Daunele de la alunecarea de teren
La 3 iunie 2007 o masivă scurgere de noroi a inundat două treimi din vale. Oleg Mitvol de la serviciul Rusiei de Supraveghere a Resurselor Naturale a spus „Am asistat la un eveniment natural unic, dar consecințele unei astfel de catastrofe naturale sunt ireversibile”. World Heritage Site și-a exprimat, de asemenea, profunda îngrijorare față de problema. „Această veste este una tragică pentru omenire, în care ne-am pierdut una dintre cele mai mari minuni naturale ale lumii”, a comentat purtătorul de cuvânt al World Wildlife Fund. La 5 iunie a fost raportat că un lac termal se forma deasupra văii. Alunecarea de teren a avut loc în timp ce era filmat documentarul Wild Rusia, ca urmare acesta dispune de imagini dinainte și de după dezastru.
Amploarea schimbării permanente nu este încă clară, dar poate fi mai mică decât s-a crezut inițial. Din 9 iunie 2007, apele s-au retras oarecum, expunând unele dintre caracteristicile scufundate. Velikan (uriaș) Geyser, cel mai mare din zonă, nu a fost îngropat de alunecare și a fost recent observat ca fiind activ.